# Ingenieurwissenschaften

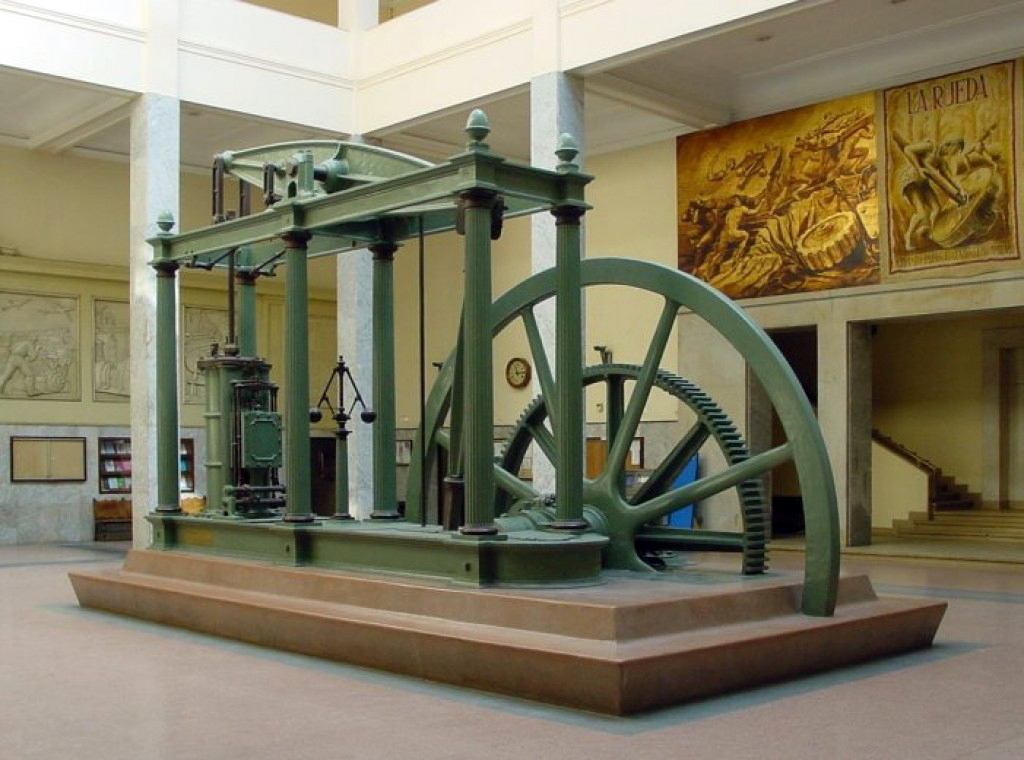
Die Dampfmaschine, eine wichtige Triebfeder für die industrielle Revolution, unterstreicht die Bedeutung der Technik in der Geschichte. Dieses Modell steht im Hauptgebäude der ETSII der Polytechnischen Universität Madrid.

Als Ingenieurwissenschaften (auch Ingenieurwesen, Technikwissenschaften oder technische Wissenschaften) werden diejenigen Wissenschaften bezeichnet, die sich mit der Technik beschäftigen. Zentrale Fragestellungen betreffen die Forschung und Entwicklung, Konstruktion, Produktion und die Prüfung. Sie befassen sich somit nicht mit sämtlichen Aspekten der Technik, sondern mit der bereits vorhandenen Technik sowie mit der als realisierbar erachteten zukünftigen Technik. Vergangene Technik ist dagegen Gegenstand der Technikgeschichte, philosophische und soziologische Aspekte berücksichtigt die Technikphilosophie und die Techniksoziologie. Technik, die nach dem jeweiligen Kenntnisstand nicht realisierbar ist, wird in den Ingenieurwissenschaften nicht untersucht.
Zur Abgrenzung von der allgemeinen Technologie, die sich mit den allgemeinen Prinzipien der Technik beschäftigt, nennt man die einzelnen technischen Disziplinen zuweilen auch spezielle Technologien. Die meisten Ingenieurwissenschaften wurden im Laufe der industriellen Revolution zu eigenständigen Wissenschaften. Die drei klassischen Disziplinen sind der Maschinenbau, das Bauingenieurwesen und die Elektrotechnik. Daneben gibt es noch eine Vielzahl kleinerer ingenieurwissenschaftlicher Disziplinen, die in vielfältiger Beziehung zueinander stehen.
Die Ingenieurwissenschaften galten lange Zeit als angewandte Wissenschaft, insbesondere als angewandte Naturwissenschaft. Die Einteilung in angewandte und Grundlagenwissenschaften wurde jedoch aufgegeben. Die Ingenieurwissenschaften gelten als stark interdisziplinär und integrieren Erkenntnisse der Naturwissenschaften ebenso wie wirtschafts-, geistes- und gesellschaftswissenschaftliche Erkenntnisse. Letztere betreffen beispielsweise die Leitung von Baustellen oder die wirtschaftliche Fertigung von Serienteilen. Außerdem bestimmen die wirtschaftlichen und gesellschaftlichen Rahmenbedingungen in größerem Maße die Forschungsarbeiten der Ingenieurwissenschaften. Als in der zweiten Hälfte des 20. Jahrhunderts der Umweltschutz gesellschaftlich immer bedeutender wurde, begannen Ingenieure zu erforschen, wie Technik ressourcenschonender gestaltet werden kann. Es geht den Ingenieurwissenschaften insbesondere um Wissen, das geeignet ist, Handlungen, etwa von Ingenieuren, anzuleiten. Sie werden daher auch den Handlungswissenschaften zugerechnet, gemeinsam mit der Medizin, den Wirtschaftswissenschaften und den Sozialwissenschaften.

## Definition
Die Deutsche Akademie der Technikwissenschaften (Acatech) gibt folgende Definition an:
Technikwissenschaften schaffen kognitive Voraussetzungen für Innovation in der Technik und Anwendung technischen Wissens und legen die Grundlagen für die Reflexion ihrer Implikationen und Folgen.
Wobei die Technik definiert wird als künstliche, zweckgerichtete und materielle sowie immaterielle Elemente besitzende Objekte und Prozesse.

## Disziplinen
Die Ingenieurwissenschaften bilden eine Gruppe aus zahlreichen Einzelwissenschaften. Es gibt wie auch bei anderen Wissenschaftsgruppen viele Querbezüge zu anderen Wissenschaften. Dies betrifft die zahlreichen Verbindungen innerhalb der Ingenieurwissenschaften ebenso wie Übergänge zu anderen Wissenschaftsgruppen.

## Geschichte
Die Geschichte der Ingenieurwissenschaften reicht weit zurück in die Anfänge der Menschheit. In der Steinzeit gab es erste Werkzeuge wie Faustkeile, später auch steinerne Bohrer, Sägen und Schaber, die somit frühe Vorläufer der Produktionstechnik darstellen. In der neolithischen Revolution wurden die Menschen sesshaft und gingen von der Periode der Jäger und Sammler über zu Ackerbau und Viehzucht. Erste Häuser wurden gebaut und somit das Bauingenieurwesen begründet. Gegen Ende der Steinzeit wurde auch das Kupfer entdeckt, das zunächst durch Schmieden und bald auch durch Gießen be- und verarbeitet werden konnte. Durch Zulegieren von Zinn entstand die Bronze, die der nachfolgenden Bronzezeit ihren Namen gab.
In den frühen Hochkulturen Mesopotamiens wurden bereits erste Ingenieure an Palast- oder Tempelschulen ausgebildet in Lesen, Schreiben und der Berechnung verschiedener Bauten und Geräte. Gebaut wurden viele große Städte, Paläste und Tempel sowie monumentale Grabstätten wie die Pyramiden.
Die antiken Griechen machten große Fortschritte in der Mechanik, die für die Ingenieurwissenschaften große Bedeutung hatte und hat. Archimedes beschrieb die einfachen Maschinen: Die schiefe Ebene, die Schraube, den Hebel, den Flaschenzug und weitere. Ktesibios gilt als Begründer der Hydraulik und sein Schüler Philon von Byzanz schrieb Bücher über Katapulte, die bereits durch Experimente verbessert wurden. Heron entwickelte ein Gerät, das sich durch Dampfkraft bewegen konnte. Die Römer machten vor allem beim Straßen- und Brückenbau Fortschritte.
Im Mittelalter wurden viele Klöster, Burgen und Kathedralen gebaut. Auch die Militärtechnik verbesserte sich – neben den Burgen vor allem auf dem Gebiet der Katapulte und Tribocke. Die seit der Spätantike bekannten Wind- und Wassermühlen verbreiteten sich in ganz Europa und wurden zu einer wichtigen Energiequelle. Sie trieben oft Getreidemühlen an, aber auch Hammerwerke und andere Maschinen. Die Mühlenbauer waren Experten auf dem Gebiet der Mechanik und waren beim Entstehen des Maschinenbaus wichtig.
In der Renaissance entwarf Leonardo da Vinci eine Vielzahl von Maschinen, die ihrer Zeit teilweise weit voraus waren. Ab Mitte des 16. Jahrhunderts entstanden die sogenannten Maschinenbücher, in denen Ingenieure sich in lateinischer Sprache an Fürsten wandten, aber oft auch in lebenden Sprachen an ihre Kollegen. Gebildete Ingenieure wandten sich auch den wiederentdeckten antiken Schriften zur Mechanik zu und nutzten ihre Erkenntnisse. Im 17. und 18. Jahrhundert wandten sich Gelehrte und Wissenschaftler mehr den praktischen Problemen zu. Viele Gebiete der Physik, insbesondere die Mechanik wurden nun mathematisch weiterentwickelt. Galileo Galilei beschäftigte sich beispielsweise mit den Fallgesetzen und fand eine mathematische Formulierung. Es kam immer öfter vor, dass naturwissenschaftliche Erkenntnisse in technische Neuerungen umgesetzt werden konnten.
Im Laufe des 18. Jahrhunderts wurden in Frankreich zahlreiche Schulen für Ingenieure gegründet, die sich unter anderem mit dem Straßen- und Brückenbau, dem Bergbau, dem militärischen Festungsbau, oder Artillerie beschäftigten. 1794 wurde die École polytechnique gegründet, in der die gemeinsamen mathematischen und naturwissenschaftlichen Grundlagen der verschiedenen Disziplinen unterrichtet wurden. Absolventen besuchten nach ihrem Abschluss eine der vorgenannten Spezialschulen. Für den Bedarf der Industrie wurde die École Centrale des Arts et Manufactures gegründet, die für höhere Positionen in Unternehmen ausbildete, und mehrere Ecole des Arts et Métiers, die für mittlere Positionen (Meister-Ebene) ausbildeten.
In England kam es Mitte des 18. Jahrhunderts zur Industriellen Revolution. Thomas Newcomen baute 1712 die erste funktionierende Dampfmaschine, die in der zweiten Hälfte des Jahrhunderts durch James Watt entscheidend verbessert wurde und sich ab etwa 1800 schnell ausbreitete. Mit dem neuen Puddelverfahren konnte man Stahl in großen Mengen herstellen, der für den Bau von Dampfmaschinen, Textilmaschinen, Lokomotiven und Schienen sowie Werkzeugmaschinen genutzt wurde.
Um den großen Vorsprung in der Industrialisierung gegenüber England aufzuholen, kam es in Deutschland im 19. Jahrhundert zu zahlreichen Gründungen sogenannter Polytechnischer Schulen, die sich an der französischen Ecole Polytechnique orientierten. Sie wurden im Laufe des Jahrhunderts zu Technischen Hochschulen aufgewertet und bekamen in der Jahrhundertwende zum 20. Jahrhundert schließlich das Promotionsrecht und waren damit den älteren Universitäten gleichgestellt. Viele wurden später auch in Universitäten oder technische Universitäten umgewandelt.

## Wissenschaftstheorie der Ingenieurwissenschaften
Die Wissenschaften wurden lange Zeit eingeteilt in theoretische Grundlagenwissenschaften und praktische, angewandte Wissenschaften. In diesem Sinne wurden die Ingenieurwissenschaften den angewandten Wissenschaften zugeordnet, die die theoretischen Grundlagen insbesondere der Naturwissenschaften anwenden. Aus diesem Grund wurden die Ingenieurwissenschaften nicht näher von der Wissenschaftstheorie untersucht, da die Meinung vertreten wurde, dass sie gegenüber den Naturwissenschaften keine Besonderheiten aufweisen. Die Zweiteilung in Grundlagen- und Anwendungswissenschaften wurde jedoch aufgegeben, einerseits weil die Grenzen zwischen beiden immer weiter verschwammen, andererseits ließ sich die Aufteilung in empirischen Untersuchungen nicht aufrechterhalten, denn neue Technik entstand auch oft ohne neue theoretische Kenntnisse und schuf teilweise auch neue Möglichkeiten für die Forschung in den Grundlagenwissenschaften. Seit den 1990ern wandte sich die Wissenschaftsphilosophie den Besonderheiten der Ingenieurwissenschaften zu.
Wissenschaften lassen sich ganz allgemein unterscheiden nach ihren zu untersuchenden Gegenständen, nach ihren Zielen und nach ihren Methoden:
- Unter dem Gegenstand einer Wissenschaft werden die Objekte verstanden, die von dieser Wissenschaft erforscht werden. Die Naturwissenschaften beispielsweise erforschen die Natur, die Geschichtswissenschaften die Geschichte und die Ingenieurwissenschaften die Technik – und nicht Ingenieure, weshalb häufig die Bezeichnung Technikwissenschaften bevorzugt wird. Dabei geht es einerseits um die Analyse und Beschreibung der vorhandenen Technik, andererseits vor allem um die Möglichkeiten und Grenzen der künftigen Technik und wie deren wünschenswerte Eigenschaften verbessert werden können, wie der Wirkungsgrad eines Motors.[9][10][11]
- Ziele sind in den Naturwissenschaften das Erkennen von Naturgesetzen, in den Geisteswissenschaften das Verstehen von Zusammenhängen. In den Ingenieurwissenschaften dagegen geht es um das Gestalten der Technik. Dazu erzeugen sie Wissen in Form von Gesetzes-, Struktur- und Regelwissen und berücksichtigen dabei die spätere Anwendung dieses Wissens. Es geht dabei um Wissen, das geeignet ist Handlungen, etwa von Ingenieuren, anzuleiten. Sie werden daher auch den Handlungswissenschaften zugerechnet, gemeinsam mit der Medizin, den Wirtschaftswissenschaften oder den Sozialwissenschaften.[12][13]
- Unter den Methoden einer Wissenschaft werden die Wege verstanden, auf denen sie zu neuen Erkenntnissen gelangen. In den Naturwissenschaften bedient man sich dazu beispielsweise der logischen Schlussfolgerung, insbesondere der Deduktion oder Experimenten. In den Ingenieurwissenschaften werden zahlreiche verschiedene Methoden angewandt, die häufig anderen Wissenschaften entliehen sind. Hinsichtlich Konstruktion und Berechnung nutzen sie häufig naturwissenschaftliche Methoden. Statt Experimenten werden jedoch Tests angewandt, mit denen die gefundenen Regeln überprüft werden. Sind Tests zu aufwendig oder teuer, wird auf Simulationen zurückgegriffen.

Ein weiteres Unterscheidungskriterium zwischen Wissenschaftsgruppen ist die Art und Struktur ihres Wissens. In den Naturwissenschaften beispielsweise ist das Wissen beschreibender Natur: mit mathematischen Formeln werden Naturgesetze beschrieben oder die Art und Eigenschaften von chemischen Elementen oder Tierarten. Häufig werden auch Ursache-Wirkungs-Zusammenhänge aufgestellt, etwa dass aus der Schwerkraft der Fall eines Apfels folgt, ohne dass dabei ein Urteil gefällt wird, ob diese Wirkung erwünscht ist oder nicht. Ingenieurwissenschaftliches Wissen ist dagegen meist vorschreibender Natur: Es werden Aussagen gemacht, mit welchen Mitteln ein bestimmtes Ziel erreicht werden kann. Für einen hohen Wirkungsgrad eines Motors sollte seine innere Reibung möglichst klein sein, was durch eine Schmierung erreicht werden kann. Mit den Zielen in den Aussagen ist auch immer eine Wertung verbunden, welcher Zustand erwünscht ist oder nicht. Beim Reibschweißen beispielsweise wird die Wärme zum Schmelzen durch Reibung erzeugt – sie ist dort also erwünscht. Ingenieurwissenschaftliches Wissen soll vor allem effektiv sein, es soll also das gewünschte Ziel auch tatsächlich erreicht werden. In den Naturwissenschaften geht es dagegen vor allem darum, dass das Wissen wahr sein soll – dazu zählt auch die Widerspruchsfreiheit. Ob ingenieurwissenschaftliches Wissen wahr ist, spielt eine eher untergeordnete Rolle, solange es effektiv ist. Für die Konstruktion und Berechnung eines Autos wird beispielsweise auf die einfache, newtonsche Mechanik zurückgegriffen statt auf die kompliziertere einsteinsche Relativitätstheorie oder die Quantenmechanik.

## Institutionen
Ingenieurwissenschaftliche Forschung wird an drei verschiedenen Arten von Institutionen betrieben:
1. Hochschulen,
2. außeruniversitäre, öffentliche Einrichtungen und
3. Forschungsabteilungen in der Industrie.

Alle drei Bereiche arbeiten dabei teilweise auch zusammen.
Zu den Hochschulen zählen Technische Universitäten, Universitäten, Technische Hochschulen und Fachhochschulen (University of Applied Sciences). Diese befassen sich in unterschiedlichen Ausmaß sowohl mit Forschung als auch mit der Lehre. Außeruniversitäre, öffentliche Institute widmen sich ausschließlich der Forschung und nicht der Lehre. Oft sind sie jedoch in räumlicher Nähe zu Universitäten angesiedelt. Im Bereich der Ingenieurwissenschaften sind die Institute der Fraunhofer-Gesellschaft besonders aktiv. Während bei universitären und außeruniversitären Forschungsinstituten eher die Grundlagenforschung im Vordergrund steht, geht es in der Industrieforschung eher darum Innovationen hervorzubringen und zur Marktreife weiterzuentwickeln.

## Vereine und Verbände
In den Ingenieurwissenschaften gibt es zahlreiche Vereine und Verbände. Manche davon repräsentieren eher die Berufsinteressen der Ingenieure, anderen geht es mehr um fachlichen Fortschritt in technischen Disziplinen, wieder andere sind als Branchenverbände organisiert, wobei Mischungen aus diesen Bereichen häufig sind. Der größte und bekannteste deutsche Verein ist der Verein Deutscher Ingenieure, der den ersten beiden Bereichen zugeordnet werden kann und Ingenieure des Maschinenbaus und des Bauingenieurwesens vereint. Die Elektrotechniker haben sich zum Verband der Elektrotechnik, Elektronik und Informationstechnik zusammengeschlossen. Daneben gibt es noch Vereine die eher Branchenverbände sind wie der Verein Deutscher Werkzeugmaschinenfabriken, der Verband Deutscher Maschinen- und Anlagenbau und das Stahlinstitut VDEh (ehemals Verein deutscher Eisenhüttenleute).
Ähnliche Vereine gibt es auch in anderen Industriestaaten, etwa die Institution of Mechanical Engineers und die American Society of Mechanical Engineers für die britischen beziehungsweise amerikanischen Maschinenbauer, die Institution of Civil Engineers, Society of Civil Engineers und American Society of Civil Engineers für die britischen und amerikanischen Bauingenieure.

## Studium
Ingenieurwissenschaften werden an Technischen Universitäten, Technischen Hochschulen, Fachhochschulen und Berufsakademien gelehrt. Die Studiengänge schließen mit einem Bachelor oder Master ab. Früher war der Diplom-Ingenieur weit verbreitet. Die akademischen Grade Bachelor und Master in entsprechend akkreditierten Studiengängen an Fachhochschulen, Universitäten oder technischen Hochschulen sind jeweils gleichgestellt; der erfolgreiche Masterabschluss berechtigt zur Promotion zum Doktoringenieur (Dr.-Ing.).
Zu Beginn des Studiums werden verschiedene allgemeine und abstrakte Fächer gelehrt, die oft als „Grundlagenfächer“ bezeichnet werden und für die spätere Beschäftigung mit den konkreten Fachgebieten, wie der Fahrzeugtechnik oder Energietechnik, nötig sind. In den ersten Semestern stehen auch in verschiedenen ingenieurwissenschaftlichen Studiengängen größtenteils ähnliche Fächer auf dem Stundenplan, sodass ein Wechsel in dieser Phase meist keine Probleme bereitet. Zu diesen Fächern zählen neben höherer Mathematik und Physik und manchmal auch weiteren Naturwissenschaften häufig Gebiete, die diesen nahe stehen, wie u. a. die Technische Mechanik, die Technische Wärmelehre und die Elektrizitätslehre.
Ein Ingenieurstudium vermittelt eine naturwissenschaftliche Allgemeinbildung. Die Studienfächer sind sehr allgemein gehalten, aber für viele Anwendungsgebiete wichtig; sie sind relativ abstrakt und gelten auch als schwer erlernbar und sind daher mit ein Grund für die hohe Zahl der Studienabbrecher. Einerseits, weil die Klausuren nicht bestanden werden, andererseits, weil sie den Interessen und Erwartungen der Studenten nur wenig entgegenkommen.
Mehrere Studien deuten auf die Notwendigkeit hin, angesichts der erheblichen Bedeutung, die digitalen Fachinhalten für Berufseinsteigerinnen und Berufseinsteigern in technischen Berufen zukommt, neben den bereits gelehrten Grundlagen- und Vertiefungsfächern insbesondere die Bedeutung digitaler Fachinhalte in den ingenieurwissenschaftlichen Curricula zu stärken.
Ingenieurwissenschaften dienten schon lange Männern aus unteren sozialen Schichten als Möglichkeit des sozialen Aufstiegs – bei Frauen eher die Pädagogik. Daher ist der Anteil der Studenten aus sogenannten „bildungsfernen Schichten“ besonders hoch. Viele der Studenten haben Eltern, die dem Handwerk und der Arbeiterschaft entstammen, was naheliegend ist, da ihnen technische Arbeitsabläufe vom Elternhaus her bekannt sind und sie die Arbeitswelt kennen. Seit den 1990er Jahren geht der Anteil jedoch zurück, was mehrere Gründe hat. Zum einen ist die soziale Selektivität des Bildungssystems gestiegen, sodass weniger Arbeiterkinder einen Hochschulzugang erreichen. Des Weiteren spielen finanzielle Hürden bei der Aufnahme eines Studiums eine viel größere Rolle bei Arbeiterkindern. Die lange stagnierenden Bafög-Fördersätze hatten damit einen direkten Zusammenhang mit dem Rückgang der Studentenzahlen in den Ingenieurwissenschaften. Der letzte Faktor war die Personalpolitik der Unternehmen in den 1990ern und die schlechte Lage auf dem Arbeitsmarkt in dieser Zeit.
An den bis Anfang der 1970er Jahre üblichen Ingenieurschulen gab es den Ing. (grad.), den graduierten Ingenieur, als staatlichen Abschluss.
Im Jahr 2012 gab es in Deutschland 77.775 Absolventen in der Fächergruppe Ingenieurwissenschaften an Hochschulen in Deutschland, davon schlossen 41.296 Absolventen ihr Studium mit einem Bachelor- und 13.606 mit einem Masterabschluss ab.